# Премия «Грэмми» за лучшее сольное рэп-исполнение
«Грэмми» в номинации «Лучшее сольное рэп-исполнение» присуждалась в период между 1991 и 2011 годами. Ежегодно Национальная академия искусства и науки звукозаписи США выбирала несколько претендентов за «художественные достижения, техническое мастерство и значительный вклад в развитие звукозаписи без учёта продаж альбома (сингла) и его позиции в чартах».
До этого, награда вручалась под названием «Лучшее рэп-исполнение». В 2003 и 2004 годах номинация была разделена на две подкатегории и вручалась по гендерному признаку: «Лучшее мужское сольное рэп-исполнение» и «Лучшее женское сольное рэп-исполнение».
В 1991 году, певец MC Hammer стал первым победителем в этой категории с песней «U Can’t Touch This». Рэпер Эминем удерживает рекорд по количеству побед — четыре раза, а также по числу номинаций — восемь. Лидером по номинациям без побед стал Баста Раймс — всего 5 раз.
В 2012 году номинация была упразднена в связи с тотальной реструктуризацией категорий «Грэмми», она была перенесена во вновь созданную, единую категорию — «Лучшее рэп-исполнение». Таким образом, песня «Not Afraid» стала последним победителем этой категории.
Все победители категории являются уроженцами Соединённых Штатов Америки.
Номинантами были произведения, изданные в предыдущий календарный год, относительно текущей церемонии «Грэмми».

## Список лауреатов
| Год  | Победитель                           | Страна | Произведение                  | Номинанты | Ссылка |
| ---- | ------------------------------------ | ------ | ----------------------------- | --- | ------ |
| 1991 | MC Hammer                            | США    | «U Can’t Touch This»          | - Куин Латифа — All Hail the Queen - Биг Дэдди Кейн — «I Get The Job Done» - Vanilla Ice — «Ice Ice Baby» - Мони Лав — «Monie In The Middle»                            | [ 3 ]  |
| 1992 | LL Cool J                            | США    | «Mama Said Knock You Out»     | - MC Hammer — «Here Comes The Hammer» - Мони Лав — «It's a Shame (My Sister)» - Ice-T — «New Jack Hustler» - Куин Латифа — «Fly Girl»                                   | [ 4 ]  |
| 1993 | Sir Mix-a-Lot                        | США    | «Baby Got Back»               | - MC Hammer — «Addams Groove» - Куин Латифа — «Latifah’s Had It Up 2 Here» - LL Cool J — «Strictly Business» - Marky Mark and the Funky Bunch — «You Gotta Believe»     | [ 5 ]  |
| 1994 | Dr. Dre                              | США    | «Let Me Ride»                 | - Paperboy — «Ditty» - Sir Mix-a-Lot — «Just Da Pimpin' In Me» - MC Lyte — «Ruffneck» - LL Cool J — «Stand by Your Man»                                                 | [ 6 ]  |
| 1995 | Куин Латифа                          | США    | «U.N.I.T.Y.»                  | - Кулио — «Fantastic Voyage» - Крэйг Мак — «Flava in Ya Ear» - Snoop Doggy Dogg — «Gin and Juice» - Warren G — «This D.J.»                                              | [ 7 ]  |
| 1996 | Кулио совместно с L.V.               | США    | «Gangsta’s Paradise»          | - The Notorious B.I.G. — «Big Poppa» - 2Pac — «Dear Mama» - Skee-Lo — «I Wish» - Dr Dre — «Keep Their Heads Ringin'»                                                    | [ 8 ]  |
| 1997 | LL Cool J                            | США    | «Hey Lover»                   | - Кулио — «1, 2, 3, 4 (Sumpin' New)» - Nas — «If I Ruled the World (Imagine That)» - Heavy D — «Rock With You» - Баста Раймс — «Woo Hah!! Got You All in Check»         | [ 9 ]  |
| 1998 | Уилл Смит                            | США    | «Men in Black»                | - Баста Раймс — «Put Your Hands Where My Eyes Could See» - LL Cool J — «Ain’t Nobody» - Мисси Эллиотт — «The Rain (Supa Dupa Fly)» - The Notorious B.I.G. — «Hypnotize» | [ 10 ] |
| 1999 | Уилл Смит                            | США    | «Gettin' Jiggy wit It»        | - Баста Раймс — «Dangerous» - Вайклеф Жан — «Gone till November» - Jay-Z — «Hard Knock Life (Ghetto Anthem)» - Лорин Хилл — «Lost Ones»                                 | [ 11 ] |
| 2000 | Эминем                               | США    | «My Name Is»                  | - Баста Раймс — «Gimme Some More» - Q-Tip — «Vivrant Thing» - 2Pac — «Changes» - Уилл Смит — «Wild Wild West»                                                           | [ 12 ] |
| 2001 | Эминем                               | США    | «The Real Slim Shady»         | - Common — «The Light» - DMX — «Party Up (Up in Here)» - Mystikal — «Shake Ya Ass» - Nelly — «Country Grammar (Hot Shit)»                                               | [ 13 ] |
| 2002 | Мисси Эллиотт                        | США    | «Get Ur Freak On»             | - Afroman — «Because I Got High» - DMX — «Who We Be» - Jay-Z — «Izzo (H.O.V.A.)» - Nelly — «Ride wit Me»                                                                | [ 14 ] |
| 2003 | Мисси Эллиотт                        | США    | «Scream a.k.a. Itchin'»       | - Чарли Балтимор — «Diary» - Ив — «Satisfaction» - Фокси Браун — «Na Na Be Like» - Лорин Хилл — «Mystery of Iniquity»                                                   | [ 15 ] |
| 2003 | Nelly                                | США    | «Hot in Herre»                | - Эминем — «Without Me» - Jay-Z — «Song Cry» - Ludacris — «Rollout (My Business)» - Mystikal — «Bouncin' Back (Bumpin' Me Against the Wall)»                            | [ 15 ] |
| 2004 | Мисси Эллиотт                        | США    | «Work It»                     | - Da Brat — «Got It Poppin’» - Lil' Kim — «Came Back For You» - MC Lyte — «Ride Wit’ Me» - Куин Латифа — «Go Head»                                                      | [ 16 ] |
| 2004 | Эминем                               | США    | «Lose Yourself»               | - 50 Cent — «In da Club» - Джо Бадден — «Pump It Up» - Ludacris — «Stand Up» - Шон Пол — «Get Busy»                                                                     | [ 16 ] |
| 2005 | Jay-Z                                | США    | «99 Problems»                 | - Эминем — «Just Lose It» - Канье Уэст — «Through the Wire» - Ллойд Бэнкс — «On Fire» - Twista — «Overnight Celebrity»                                                  | [ 17 ] |
| 2006 | Канье Уэст совместно с Джейми Фоксом | США    | «Gold Digger»                 | - 50 Cent — «Disco Inferno» - Common — «Testify» - Эминем — «Mockingbird» - T.I. — «U Don’t Know Me» - Ludacris — «Number One Spot»                                     | [ 18 ] |
| 2007 | T.I.                                 | США    | «What You Know»               | - Баста Раймс — «Touch It» - Мисси Эллиотт — «We Run This» - Лупе Фиаско — «Kick, Push» - Мос Деф — «Undeniable»                                                        | [ 19 ] |
| 2008 | Канье Уэст                           | США    | «Stronger»                    | - Common — «The People» - 50 Cent — «I Get Money» - Jay-Z — «Show Me What You Got» - T.I. — «Big Shit Poppin' (Do It)»                                                  | [ 20 ] |
| 2009 | Лил Уэйн                             | США    | «A Milli»                     | - Jay-Z — «Roc Boys (And the Winner Is)...» - Лупе Фиаско — «Paris, Tokyo» - Nas — «N.I.G.G.E.R. (The Slave and the Master)» - Snoop Dogg — «Sexual Eruption»           | [ 21 ] |
| 2010 | Jay-Z                                | США    | «D.O.A. (Death of Auto-Tune)» | - Эминем — «Beautiful» - Дрейк — «Best I Ever Had» - Кид Кади — «Day 'n' Nite» - Мос Деф — «Casa Bey»                                                                   | [ 22 ] |
| 2011 | Эминем                               | США    | «Not Afraid»                  | - Дрейк — «Over» - Ludacris — «How Low» - T.I. — «I'm Back» - Канье Уэст — «Power»                                                                                      | [ 23 ] |

## Галерея

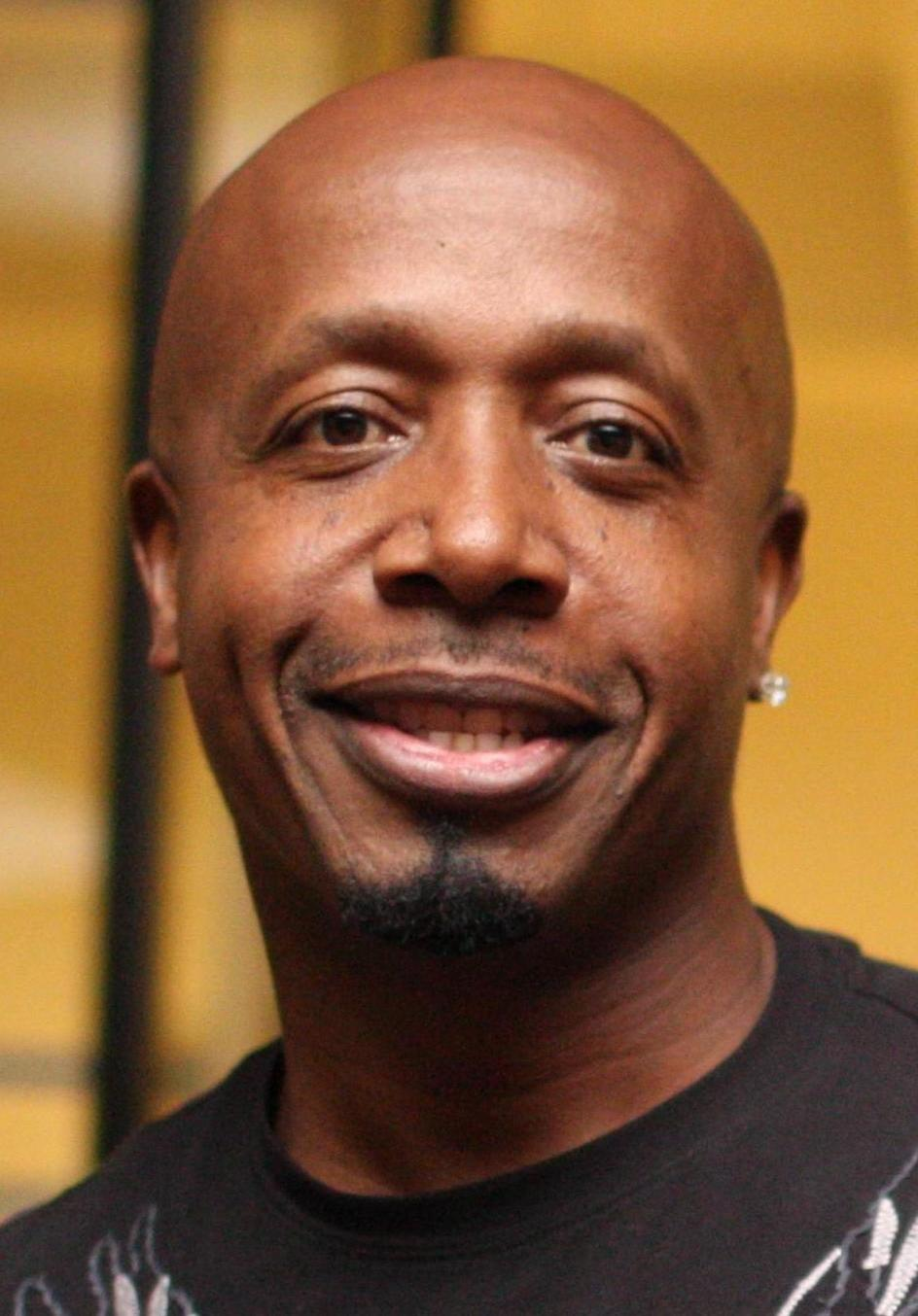
Первый победитель — рэпер MC Hammer
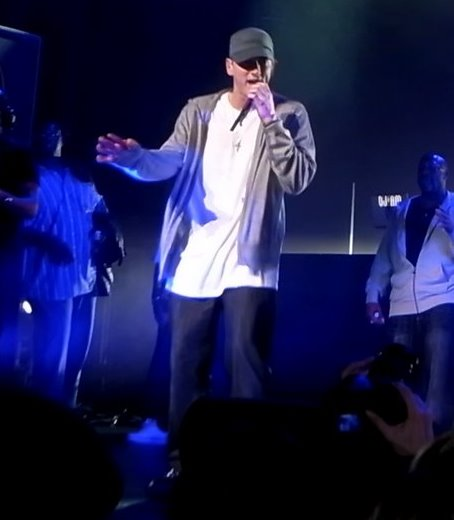
Лидер по количеству побед — Эминем (4 раза)
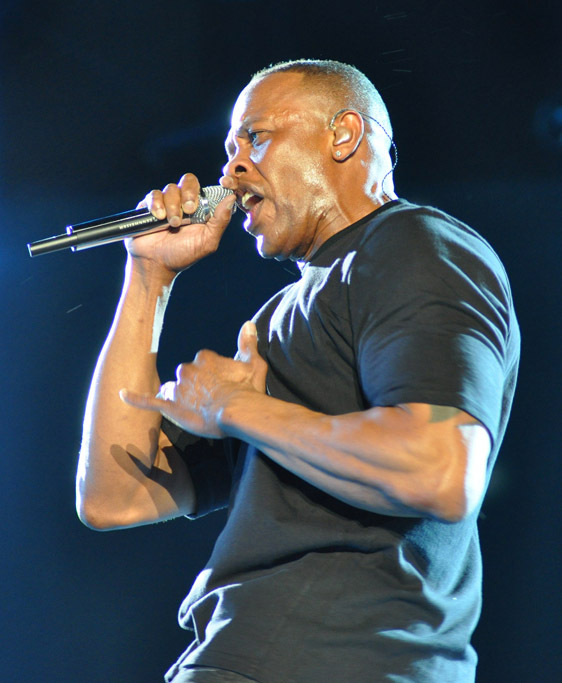
Триумфатор 36-й церемонии — Dr. Dre
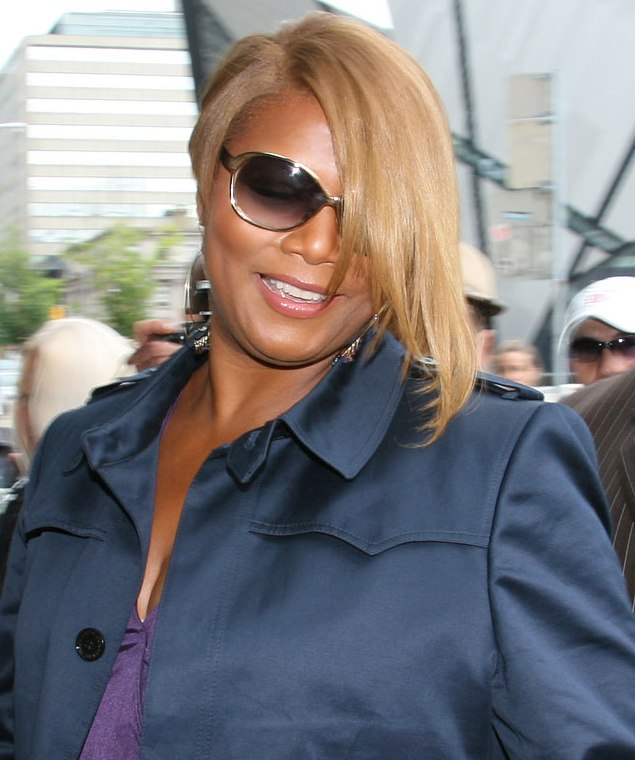
Первая женщина победившая в этой категории — Куин Латифа, лидировала в 1995 году
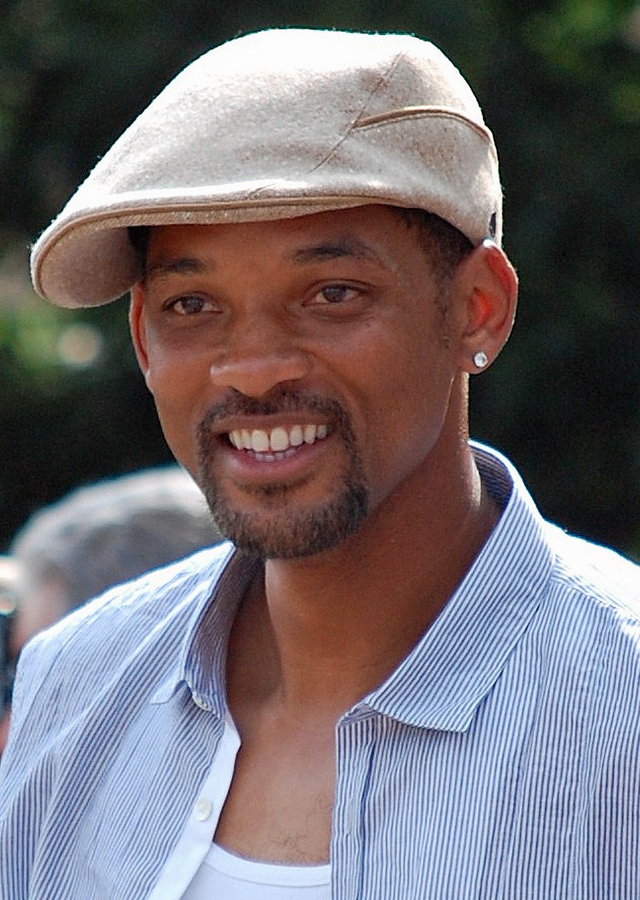
Уилл Смит лидировал два года подряд (1998—99)
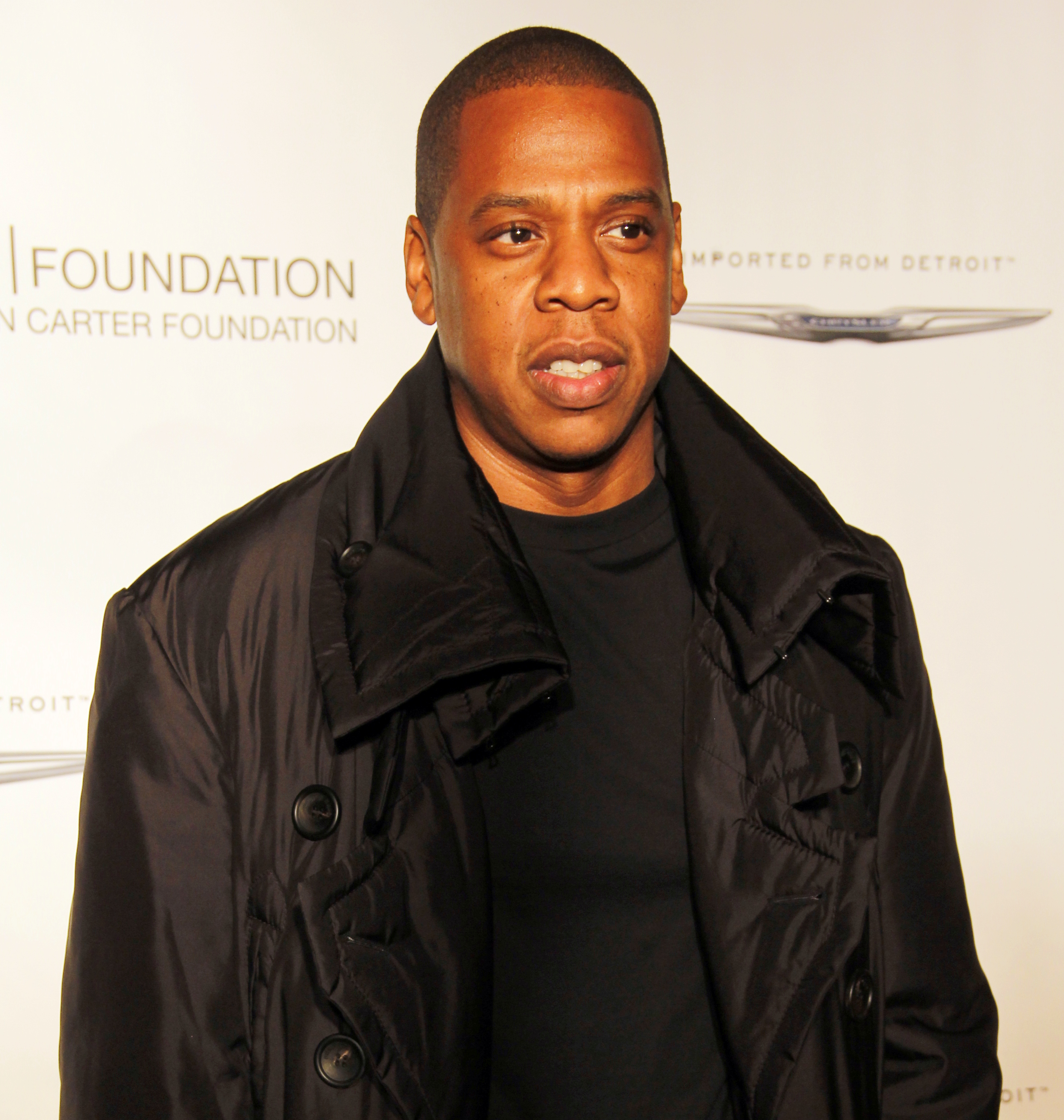
Рэпер Jay-Z имеет в своей копилке две победы (2005 и 2010 годы)
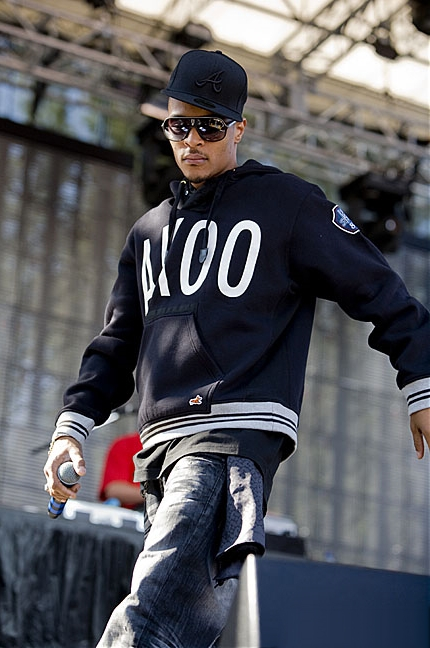
На 49-я церемонии «Грэмми» лидировал T.I.
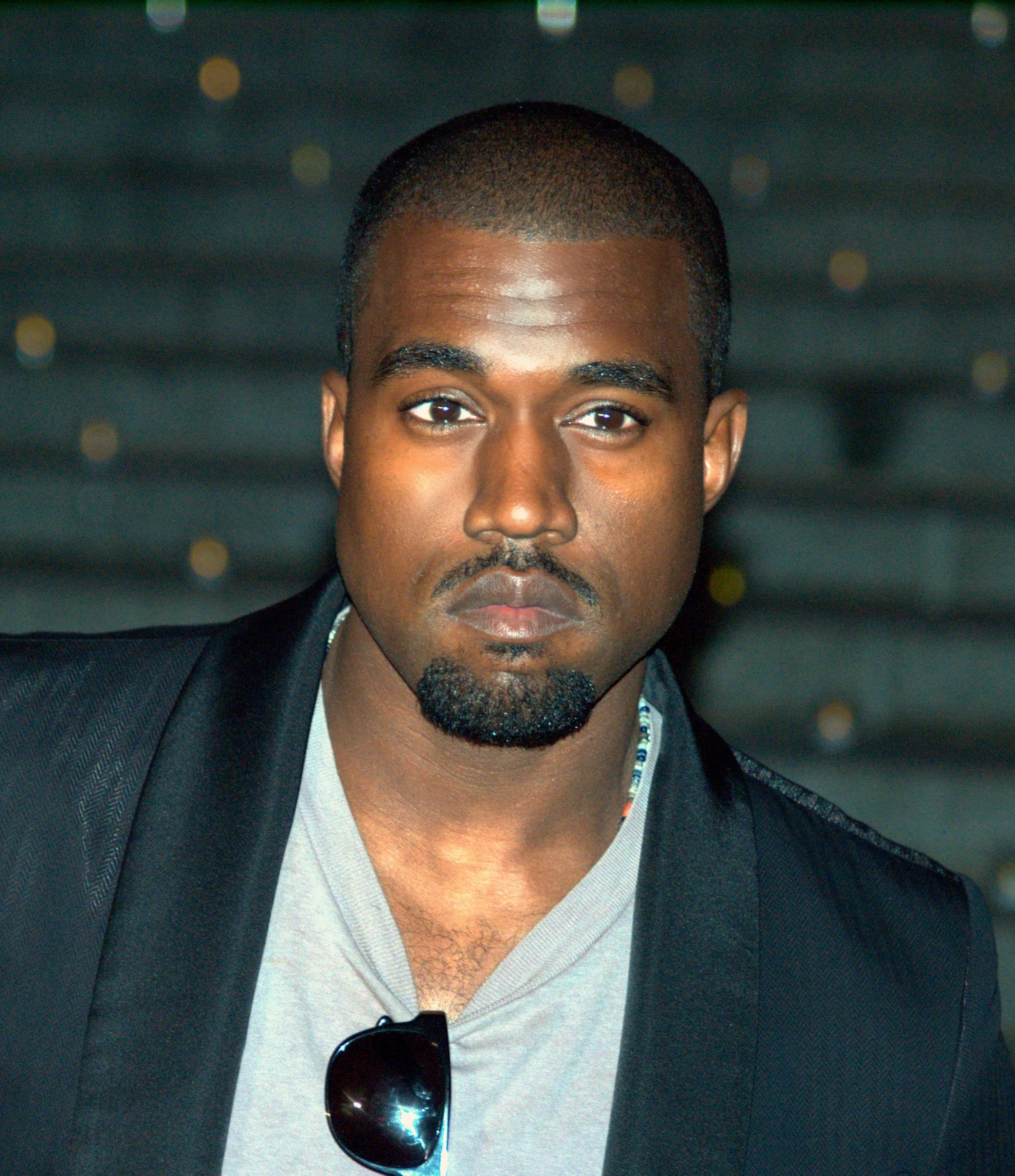
Канье Уэст также побеждал дважды: в 2006 году дуэт с Джейми Фоксом, а также в 2008 году сольно
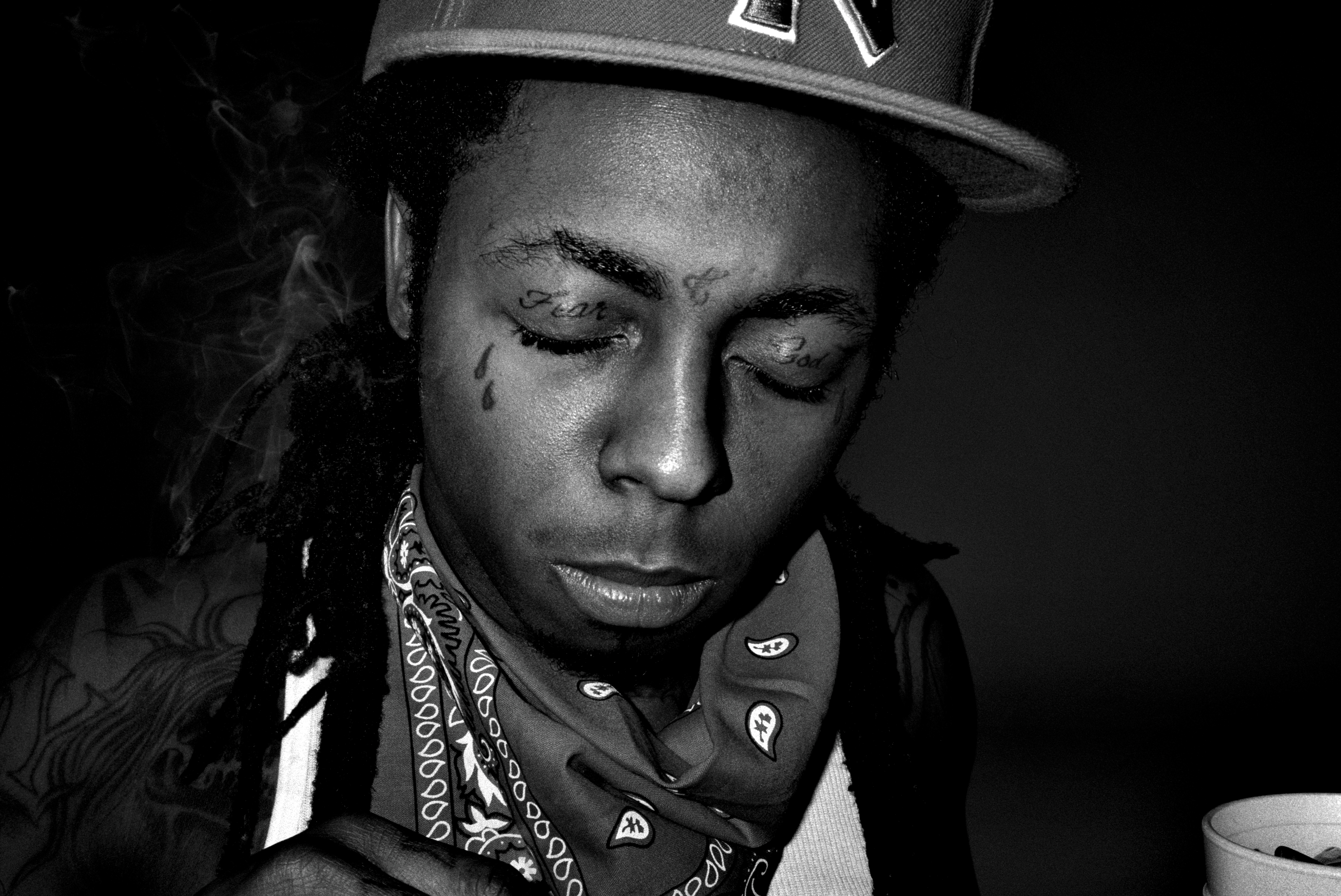
Победитель 2009 года — хип-хоп музыкант Лил Уэйн (с композицией «A Milli»)

## Статистика
- Наибольшее число побед (включая сольные номинации — мужскую и женскую)
  - 1. Эминем — 4 победы
  - 2. Мисси Эллиотт — 3 победы
  - 3. LL Cool J, Уилл Смит, Jay-Z и Канье Уэст — 2 победы
- Наибольшее число номинаций в этой категории (включая сольные номинации — мужскую и женскую)
  - 1. Эминем — 8 номинаций
  - 2. Jay-Z — 7 номинаций
  - 3. LL Cool J, Мисси Эллиотт и Баста Раймс — 5 номинаций
  - 4. Куин Латифа, Канье Уэст и T.I. — 4 номинации
  - 5. Nelly, Common, MC Hammer, Уилл Смит и Кулио — 3 номинации
- Наибольшее число номинаций без побед
  - 1. Баста Раймс — 5 номинаций
  - 2. Ludacris — 4 номинации
  - 3. Common и 50 Cent — 3 номинации
  - 4. Лупе Фиаско, Мос Деф, Nas, Snoop Dogg, DMX, Drake, 2Pac, Мони Лав[англ.] и The Notorious B.I.G. — 2 номинации

## Комментарии
1. ↑  Ссылка на церемонию «Грэмми», прошедшую в этом году.
2. ↑  Кавычками обозначены — песни (синглы), курсивом — альбомы.